# صوفی‌حسن
صوفی‌حسن ،صوفحسن یا صوُوْحسن (تلفظ محلی) یکی از روستاهای استان آذربایجان شرقی است که در دهستان آلمالو بخش نظرکهریزی شهرستان هشترود واقع شده‌است. این روستا که متأسفانه به دلایل نامعلوم هیچ رسیدگی به آن نشده در حال حاضر در حال نابودی می‌باشد. از ساکنان قدیمی این روستا می‌توان به خانواده‌های ملکی، نوری، احمدی، بابایی،  رضائی، اسماعیلی، پاشاپور، پورعبداللّه، نوروزی، عبداللّه پور اشاره کرد. در طی سال‌های اخیر به دلیل اختلافات و منازعات که منجر به کشته شدن تعدادی از اهالی روستا گردیده ، بسیاری از ساکنان این روستا به شهرهای تبریز، هشترود، مراغه، تهران، کرج و رشت مهاجرت کرده‌اند، بنابراین در حال حاضر در این روستا خانوارهای کمی زندگی می‌کنند. منبع درآمد اهالی این روستا عمدتاً کشاورزی و دامداری است. از جمله محصولات کشت شده در این روستا می‌توان به سیب، عدس و نخود اشاره کرد.